# Ivar Aminoff
Ivar (Iwar) Aminoff, född 2 december 1868 i Åbo, död 15 augusti 1931 i Lemo, var en finländsk jurist och politiker. Han var försvarsminister i regeringen Cajander II mellan mars och maj 1924.
Aminoff var son till översten Gregorius Aminoff och Sara Adelaide Constance Sofia Ithimæus. Han blev student 1880, tog juristexamen1892 och blev vice häradshövding 1896. Han arbetade som sakförare i Åbo 1892–1916 och var sedan 1900 ägare av Tenala gård. Aminoff var biträdande sekreterare vid länsstyrelsen i Åbo och Björneborgs län 1905–1906 och var vice landshövding 1918. Han var medlem i Åbo kommunfullmäktige 1904–1912 och var dess biträdande ordförande 1908. Från 1919 var han även kommunfullmäktige i Lemo. Aminoff var partilös försvarsminister i A.K. Cajanders andra regering 1924.